# Saint-Preuil
Saint-Preuil ist eine französische Gemeinde mit 302 Einwohnern (Stand 1. Januar 2022) im Département Charente in der Region Nouvelle-Aquitaine; sie gehört zum Arrondissement Cognac und zum Kanton Charente-Champagne.

## Lage
Saint-Preuil liegt etwa 23,5 Kilometer (Fahrtstrecke) südöstlich der Stadt Cognac auf einer Höhe von etwa 90 Metern ü. d. M. 
Umgeben wird Saint-Preuil von den fünf Nachbargemeinden:
|          | Saint-Même-les-Carrières                    |            |
| Segonzac | Kompassrose, die auf Nachbargemeinden zeigt | Bouteville |
|          | Lignières-Ambleville                        | Bonneuil   |

## Bevölkerungsentwicklung
| Jahr      | 1968 | 1975 | 1982 | 1990 | 1999 | 2006 | 2016 |
| Einwohner | 408  | 368  | 317  | 288  | 289  | 299  | 288  |

Bei der ersten Volkszählung in Frankreich im Jahre 1793 hatte der Ort 673 Einwohner; nach dem Ende der Reblauskrise (ca. 1865–1885), die in nahezu allen Weinbauregionen Frankreichs einen deutlichen Rückgang der Bevölkerung zur Folge hatte, waren es nur etwa 450 Einwohner.

## Wirtschaft
Die Landwirtschaft und vor allem der Weinbau spielten in den Dörfern der Charente immer schon eine wichtige Rolle. Während Getreide, Gemüse und Ölsaaten (Sonnenblumen) vorwiegend für den eigenen Bedarf angebaut wurden, konnte man mit dem Wein- (später auch Branntwein-) Export nach England, Schottland und andere Länder Nordeuropas gutes Geld verdienen, wobei sich allerdings die Weinbauern mit dem geringeren Teil des Verdienstes begnügen mussten. Heute gehört das Südufer der Charente bei Saint-Preuil zur Lage der Grande Champagne innerhalb des großen Anbaugebiets der Cognac-Weine. Viele leerstehende Häuser wurden zu Ferienwohnungen (gîtes) umgebaut.

## Geschichte
Protohistorische runde Gräben oder Wallanlagen sowie eine prähistorische Begräbnisstätte wurden auf dem Gebiet der heutigen Gemeinde entdeckt. Von römischen oder gallorömischen Funden ist nichts bekannt. Im Mittelalter gehörte Saint-Preuil zur Châtellenie de Bouteville, welche wiederum im Besitz der Grafen von Angoulême stand. In der Zeit der Religionskriege (1562–1598) entstanden Schäden an der Kirche. Während der Französischen Revolution wurde der Ort in Preuil-Champagne umbenannt.

## Sehenswürdigkeiten
- Die Ursprünge der gotischen Pfarrkirche Saint-Projet gehen wahrscheinlich auf das ausgehende 13. Jahrhundert zurück; der Vierungsturm entstammt dem 15. Jahrhundert. Nach den Zerstörungen während der Hugenottenkriege wurde der Kirchenbau durch mächtige Strebepfeiler stabilisiert. Im 19. Jahrhundert erfolgte eine gründliche Überarbeitung. Die – gegenüber den romanischen Kirchen der Umgebung – späte Bauzeit lässt sich deutlich an den angespitzten Bögen der Archivolten sowie an den Fenstern ablesen. Das einschiffige Langhaus ist von einem angespitzten Tonnengewölbe bedeckt; unter der Vierung befindet sich eine Kuppel auf Pendentifs. Diverse Kultgegenstände sowie Teile der Ausstattung der Kirche sind denkmalgeschützt.[1]
- Mehrere Brunnen und Grabmäler im Ort sowie einige Bauernhäuser in der Umgebung stammen überwiegend aus dem 19. und beginnenden 20. Jahrhundert und sind ebenfalls von historischem Wert.[2]

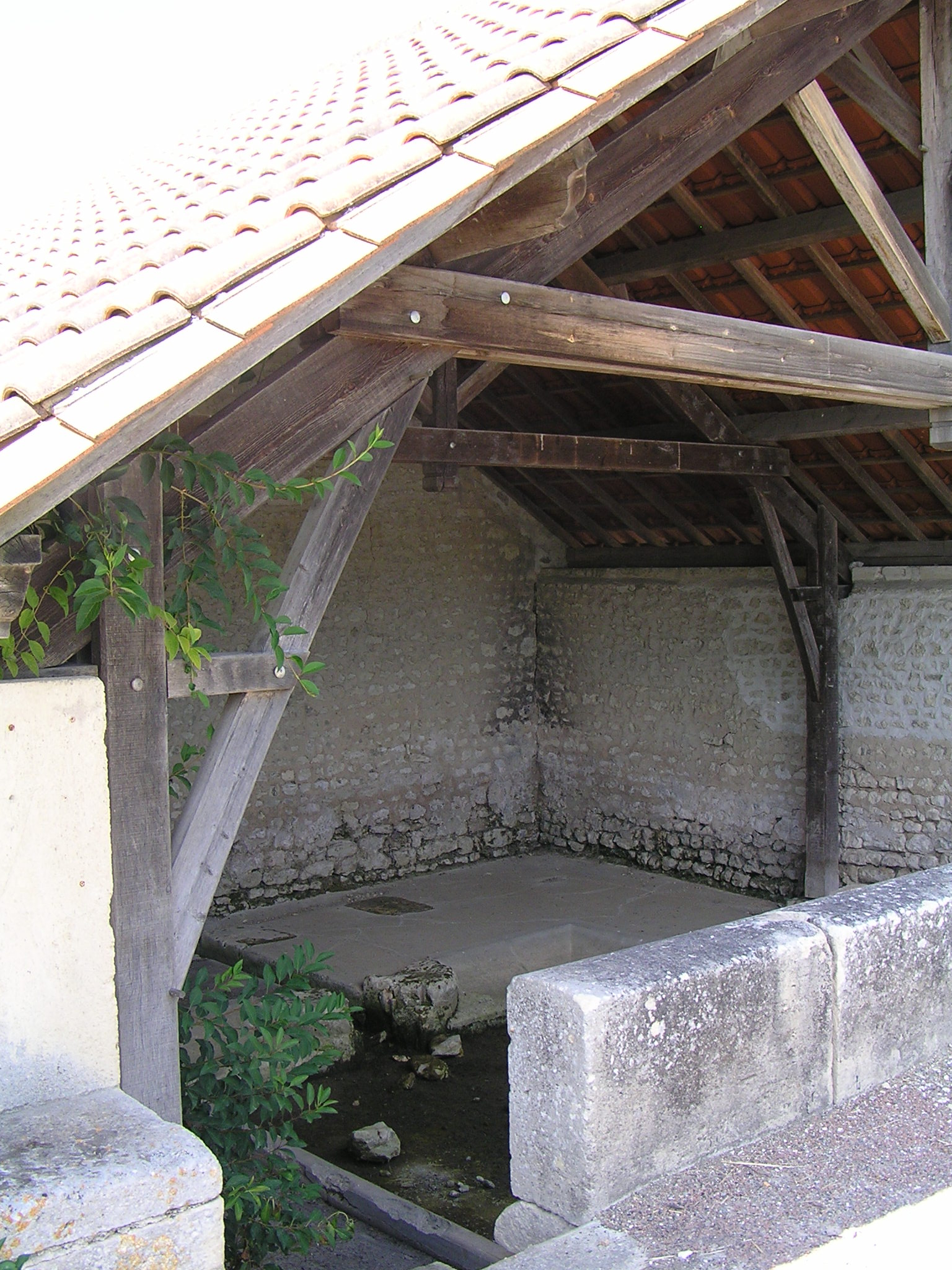
Waschhaus (lavoir)
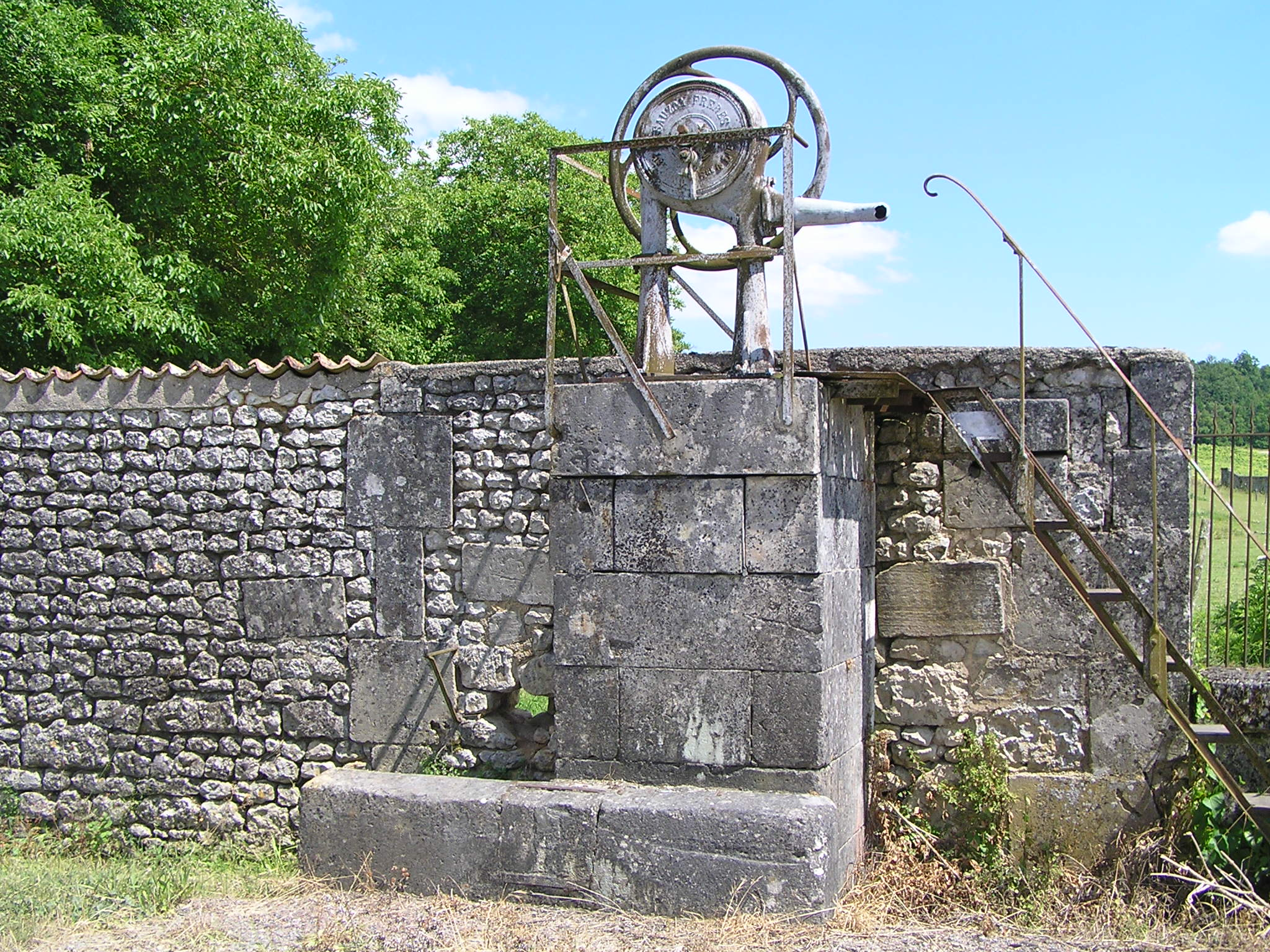
Pumpe beim Waschhaus
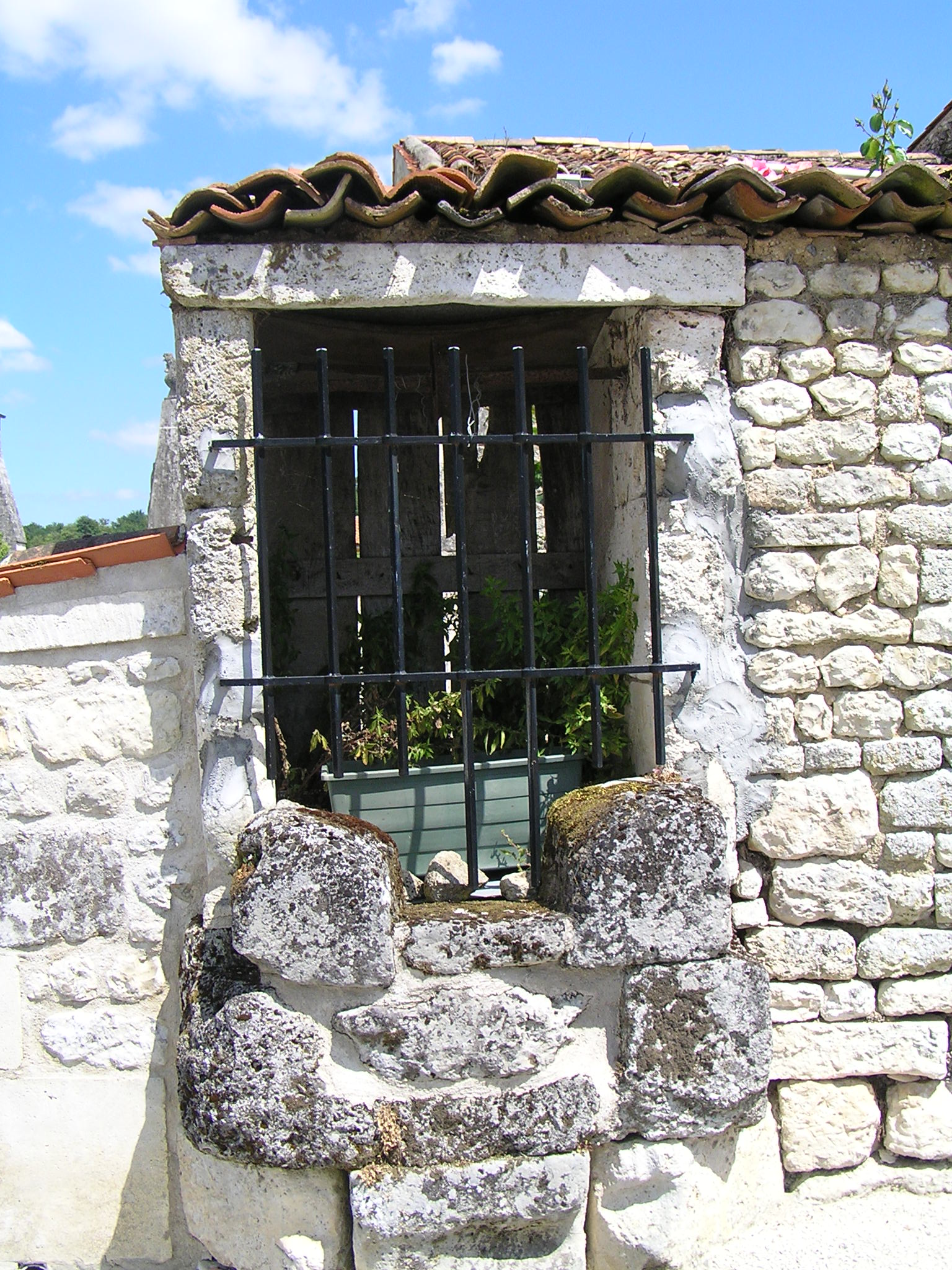
Brunnenstube
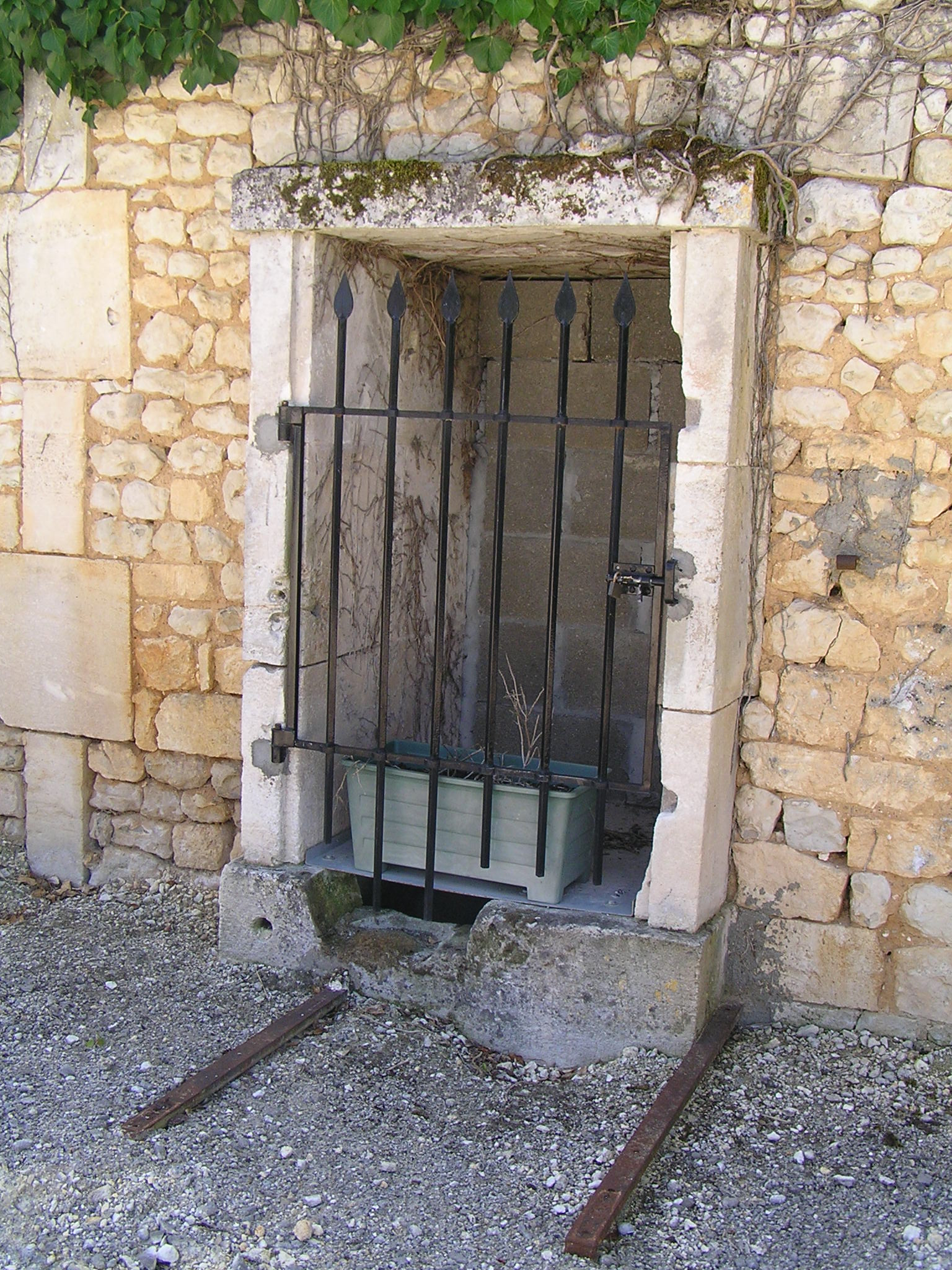
Brunnenstube